# Веснины (дворянский род)
Веснины — древний дворянский род.
Потомки рода не ходатайствовали о своём древнем дворянстве и один род утверждён Герольдией во II часть (по личным заслугам) в Казанской губернии.

## История рода
Григорий Веснин владел поместьем в Смоленском уезде (до 1610). Смольянин Никита Веснин упомянут (1609). Борис Иванович, Дмитрий Фёдорович и Фёдор Никитич возвратились из польского плена (1613). Пётр Никитич был выборным на Земский собор от Смоленска (1642), воевода в Сольвычегодске (1652—1654). Смольянин Никифор Петрович упомянут (1654—1696), участник Крымского похода (1687).
Семь представителей рода владели населёнными имениями (1699).

## Известные представители
- Веснин Андриан Иванович — стряпчий (1658—1676).
- Веснин Иван Иванович — подьячий Вятского епископа (1662).
- Веснин Степан Петрович — московский дворянин (1677—1692), участник Крымского похода (1687)[1][3].
- Веснины: Владимир Максимович († 1881), Платон Максимович († 1885), Елизавета Петровна († 1904) — дворяне, захоронены в Гатчинском некрополе.